# Sensacionalisme
El sensacionalisme és un tipus de biaix mediàtic editorial en mitjans de comunicació en el qual els esdeveniments i temes en les notícies són exagerades per augmentar el nombre d'audiència o de lectors. El sensacionalisme pot incloure informació sobre assumptes generalment insignificants i esdeveniments que no influeixen a tota la societat i presentacions esbiaixades de temes d'interès periodístic d'una manera sensacionalista, trivial o a la moda dels tabloides populars.
Algunes tàctiques inclouen ser deliberadament obtús, apel·lar a les emocions, ser controvertits, ometre intencionadament fets i informació, ser cridaneres, autocentrats i actuar per obtenir atenció. Informació trivial i esdeveniments de vegades són tergiversats i exagerats com importants o significatius, i sovint inclou històries sobre les accions d'individus i petits grups de persones, el contingut del qual és sovint insignificant i irrellevant en relació al macronivell dels esdeveniments del dia a dia, que ocorren globalment. A més, el contingut i subjecte de les matèries en general no afecten la vida de les masses o la societat, i en canvi es transmet i s'imprimeix per atraure els espectadors i lectors. Els exemples inclouen la cobertura de premsa sobre l'«escàndol» de Bill Clinton/Monica Lewinsky, l'afer Casey Anthony, el paper de Tonya Harding en l'atac de Nancy Kerrigan i el cas d'assassinat d'O. J. Simpson.
El sensacionalisme és també una forma de teatre.